# Kebon Agung (Kajen)
Kebon Agung is een bestuurslaag in het regentschap Pekalongan van de provincie Midden-Java, Indonesië. Kebon Agung telt 3994 inwoners (volkstelling 2010).